# Gorowoje
Gorowoje (ros. Горовое) – wieś w Rosji, w obwodzie biełgorodzkim, w rejonie krasnogwardiejskim. W 2010 liczyła 352 mieszkańców.